# Julianne Moore
Julianne Moore, geboren als Julie Anne Smith (Fayetteville (North Carolina), 3 december 1960) is een Amerikaanse actrice.

## Carrière
Moores eerste aanzienlijke rol was in de soap As the World Turns, waarin ze van 1985 tot 1988 de zussen Frannie én Sabrina Hughes speelde. Sinds 1988 bouwt ze aan een carrière als filmactrice. Ze wisselde daarin grootschalige projecten als The Lost World: Jurassic Park, Nine Months en Hannibal af met meer culturele films. Zo verscheen ze bijvoorbeeld ook in Magnolia, Cookie's Fortune en The Big Lebowski.
Ze werd voor zowel Boogie Nights (1997) als The Hours (2002) genomineerd voor een Oscar voor beste vrouwelijke bijrol en voor zowel The End of the Affair (1999) als Far from Heaven (2002) voor hetzelfde beeldje in de categorie beste actrice. In 2015 won ze de prijs voor beste actrice, voor haar rol in de film Still Alice.
Daarnaast kreeg Moore meer dan 35 acteerprijzen toegekend, waaronder een Zilveren Beer, een Golden Globe en een Satellite Award. In 2013 kreeg ze verder een ster op de Hollywood Walk of Fame.

## Filmografie
- Bibsys: 99020849
- Biblioteca Nacional de España: XX1271314
- Bibliothèque nationale de France: cb14027878z (data)
- Catàleg d'autoritats de noms i títols de Catalunya: 981058508142806706
- Gemeinsame Normdatei: 133541495
- International Standard Name Identifier: 0000 0001 0938 9014
- Library of Congress Control Number: no97011133
- Nationale Bibliotheek van Letland: 000186913
- MusicBrainz: 39e8c8a6-72b0-4a3e-b1c0-3114f20d67c7
- Nationale Bibliotheek van Tsjechië: xx0012918
- Nationale Bibliotheek van Israël: 987007449886805171
- Nationale Bibliotheek van Polen: a0000001256075
- Nederlandse Thesaurus van Auteursnamen: 243012977
- Réseau des bibliothèques de Suisse occidentale: 02-A018020557
- SNAC: w61v5czr
- Système universitaire de documentation: 059205857
- Virtual International Authority File: 117361625
- WorldCat: E39PBJB48Rjr3FmMg7kMKDV3cP